# کانیونسیتو، شهرستان برنالیو، نیومکزیکو
کانیونسیتو (به انگلیسی: Cañoncito) یک منطقهٔ مسکونی در ایالات متحده آمریکا است که در نیومکزیکو واقع شده‌است. کانیونسیتو ۲٬۱۳۳٫۹۳ متر بالاتر از سطح دریا واقع شده‌است.